# Justinas Žilinskas
Justinas Žilinskas (* 3. Januar 1974 in Vilnius, Litauische SSR) ist ein litauischer Jurist, Völkerrechtler, Professor an der Mykolas-Romer-Universität, Leiter des Lehrstuhls für Rechtsvergleichung, Publizist, Schriftsteller Phantast, Kinderautor, Dichterjurist und Blogger.

## Leben
Vater von Justinas ist Pranas Juozas Žilinskas, Physiker, Professor an der Universität Vilnius, habilitierter Doktor der technologischen Wissenschaften. Nach dem Abitur an der 22. Mittelschule Vilnius studierte Justinas Žilinskas von 1992 bis 1997 Jura im Diplomstudium an der Universität Vilnius und absolvierte anschließend von 1998 bis 2001 das Promotionsstudium an der Rechtsuniversität von Litauen. Am 24. Mai 2001 promovierte er zum Thema „Verbrechen gegen die Menschlichkeit und Völkermord im Völkerrecht und in dem Recht der Republik Litauen“, Doktor der Sozialwissenschaften.
Von 2001 bis 2006 war er Oberkonsultant, Berater, Oberberater, Leiter der Gruppe für Völkerrecht und EU-Recht in der Rechtsabteilung des litauischen Seimas (LRS) und Mitglied in zahlreichen Arbeitsgruppen für Gesetzesentwürfe.
2008 habilitierte er im humanitären Recht.
2004 publizierte Žilinskas den phantastischen Roman „Genom 3000“ (Verlag „Eridanas“, Serie „Lietuvių fantastikos biblioteka“, Band Nr. 2).

## Familie
Justinas Žilinskas ist verheiratet mit der Sportpädagogin, Dozentin an der Universität Vilnius, Direktorin des Gesundheits- und Sportzentrums Ramunė Žilinskienė (weibl. Fam. Urmulevičiūtė). Das Ehepaar hat eine Tochter, Rusnė, und zwei Söhne, Giedrius und Algirdas.

## Publikationen
- Nusikaltimai žmoniškumui ir genocidas tarptautinėje teisėje bei Lietuvos Respublikos teisėje [kompaktinis diskas]. monografija. Lietuvos teisės universitetas. LTU Leidybos centras, Vilnius 2003. 1 CD-ROM. Text in lit. – CD 91.[6]
- mit A. Čepas: Asmenų perdavimas tarptautiniam baudžiamajam teismui ir jo problemos tarptautinėje teisėje. In: Jurisprudencija. Lietuvos teisės universitetas, Vilnius 2002, T. 34(26), S. 40–50.
- Karo nusikaltimų ir genocido reglamentavimo Lietuvos Respublikos baudžiamuosiuose įstatymuose raida. Lietuvos gyventojų genocido ir rezistencijos tyrimo centras, Vilnius 2002, T. 2(12).
- mit W. Declerck: Targeted killing under international humanitarian law. In: Jurisprudencija. 2008, T.5(107)
- Ginkluoto konflikto samprata tarptautinėje humanitarinėje teisėje ir jos taikymo problemos moderniuose ginkluotuose konfliktuose In: Jurisprudencija. 2008, T. 2(104), S. 91–101.
- Ginkluoto konflikto samprata tarptautinėje humanitarinėje teisėje ir jos taikymo problemos moderniuose ginkluotuose konfliktuose In: Jurisprudencija. 2008, T. 2(104), S. 91–101.
- Tarptautinės teisės lietuviškosios terminijos bruožai ir problemos. In: Specialybės kalba: tyrimas ir dėstymas. Mokslinės konferencijos darbai. MRU, Vilnius 2006, S. 157–164.
- Tarptautinių nusikaltimų tarptautinio pripažinimo problema ir SSRS okupacijos metu padaryti nusikaltimai In: Jurisprudencija. 2006, T. 88, S. 33–40.
- Hagos taikos konferencijos ir jų įtaka tarptautinei sausumos karo teisei. In: Teisės problemos. 2009/1 (63). Teisės institutas.
- Privačios karinės ir saugumo kompanijos ir jų reguliavimo problemos tarptautinėje humanitarinėje teisėje In: Jurisprudencija. 2009, T. 3(117), S. 163–177.
- Broadening the Concept of Genocide in Lithuania’s Criminal Law and the Principe Nullum Crimen Sine Lege In: Jurisprudencija. 2009, T. 4(118), S. 333–348.